# Bersirc
Bersirc est un client IRC graphique pour les systèmes d'exploitation Windows, GNU/Linux et Mac OS X, distribué selon les termes de la licence GNU LGPL. Il utilise la bibliothèque Claro pour réaliser une interface compatible avec les systèmes de fenêtrage natifs de tous les systèmes d'exploitation. Des portages avec les bibliothèques .NET et Qt sont également prévus.
Bersirc 2.1 fut à l'époque publié selon les termes de la licence publique Qt. La bibliothèque Qt et sa licence furent abandonnés principalement en raison des pressions exercées par les détracteurs de Qt. Malgré cela, le code source actuellement disponible est toujours soumis aux termes de cette licence, le site web ne comportant aucune information supplémentaire concernant le choix de la future licence, se contentant d'indiquer que la décision n'a pas encore été prise.
Le site web officiel a confirmé que Bersirc 2.1 inclurait le support des scripts mIRC par l'intermédiaire d'un plugin, support qui était l'objet d'une rumeur de longue date parmi les fans de Bersirc. Le site avertit toutefois que cette intégration ne sera pas totalement compatible avec mIRC. Cela constituerait le seul système de scripts prévu pour Bersirc, mais l'interface de gestion des plugins acceptera d'autres moteurs de scripts émanant de tierces parties.
Le développement de l'ancien client écrit en Delphi, Bersirc 1.4, se poursuivra sous la nouvelle appellation de Bersirc 1.5. Le site web originel a été archivé par le nouveau propriétaire, ceci incluant les anciens plugins et les anciennes extensions.

## Histoire
Bersirc fut originellement écrit en Delphi par Jamie Frater en 1999 en tant que client IRC pour les seules plateformes Windows, à l'instar de HydraIRC et de Klient. Toutefois, son développement stagna en raison des responsabilités croissantes du développeur dans sa vie personnelle.
Le code source de Bersirc fut racheté au développeur originel le 10 février 2004 par Nicholas Copeland, qui le publia selon les principes de l'Open source. Le développeur principal, Theo Julienne, avait prévu d'écrire les prochaines versions en C++ et en utilisant la bibliothèque Qt, ce qui fut abandonné un peu plus tard.